# 週刊デジタリアン
『週刊デジタリアン』（しゅうかんでじたりあん）とは、2009年4月4日から2011年4月3日まで毎週土曜日深夜に、TBSラジオで放送された、パソコン雑誌「週刊アスキー」とタイアップした情報トーク番組である。全国各地のJRN系ラジオ局数局に異なる日時でネットされた。
『週刊アスキーのラジオ版』をコンセプトに、パソコンやインターネット業界の最新情報とそれに関する人物とのトークを中心としている。また、公開収録を主に秋葉原にて積極的に行っている。番組収録の模様は、TBSラジオでの放送から一週間以内に発売される『週刊アスキー』最新号の誌上で紹介された。
最終回は編成の都合上一部ネット局では未放送。
本項では、前身番組である『デジタル怪傑頭巾 デジ虫』についてもあわせて解説する。

## パーソナリティ
- 福岡俊弘（週刊アスキー総編集長）
- 豊田綾乃（TBSアナウンサー）

## 番組コーナー
- 週アスヘッドライン
- ゲストコーナー
- F岡'Sコラム

## ネット局
- TBSラジオ（制作局）
- YBS 山梨放送 毎週土曜 18:00 - 18:30（2010年4月から）

開始から2010年3月までは、土曜22:30 - 23:00
- RSK 山陽放送 毎週火曜 23:30 - 24:00
- RKC 高知放送 毎週日曜 23:00 - 23:30
- ABC 朝日放送 毎週日曜 23:30 - 24:00（2010年4月11日から）→日曜 25:00 - 25:30（2010年7月から）
- BSS 山陰放送 毎週日曜 23:30 - 24:00（2010年4月4日から）
- RCC 中国放送 毎週日曜 21:00 - 21:30（2010年4月11日から）
- OBS 大分放送 毎週日曜 23:30 - 24:00（2010年4月11日から）
- wbs 和歌山放送 毎週土曜 24:30 - 25:00（2010年10月9日から）
- MBS 毎日放送（開始から2009年10月29日まで、毎週木曜26:30 - 27:00）
- KNB 北日本放送（開始から2009年10月25日まで、毎週日曜22:00 - 22:30）

## 番組スポンサー
- アスキー・メディアワークス（TBSラジオのみ。提供クレジット上の名義は「週刊アスキー」）

## デジタル怪傑頭巾 デジ虫
『デジタル怪傑頭巾 デジ虫』（でじたるかいけつずきん でじむし）とは、1998年4月から2001年9月まで、TBSラジオで放送されていた情報トーク番組である。通称『デジ虫』。『週刊デジタリアン』と同じく『週刊アスキー』とTBSラジオとのコラボレーションが展開されていた。
また、JRN系列各局でもネットされていた。

### 放送日時
- 毎週土曜27:00 - 28:00
各局共通。番組開始から2000年3月までは『スピーク・スピリッツ』（27:00 - 29:00）の第1部として放送。

### 出演者

#### レギュラーパーソナリティ
- 福岡俊弘
- 進藤晶子（当時TBSアナウンサー。1998年4月 - 2001年3月）
- 志賀大士（当時TBSアナウンサー。1998年4月 - 1999年7月）
- 駒田健吾（TBSアナウンサー。1999年9月 - 2001年9月）
- 海保知里（当時TBSアナウンサー。2001年4月 - 9月。ほかに進藤の代役として2000年2月にも出演）

#### 主な準レギュラー・代役・常連ゲストなど
- 宮川賢（1998年秋ごろから月1回出演）
- 小倉弘子（TBSアナウンサー。1998年6月から7月にかけて進藤の代役として出演など）
- 上記以外のTBSアナウンサー（鈴木順、外山惠理、豊田綾乃、久保田智子ほか）
- 週刊アスキーの編集部員（同誌で「アカザー」と呼ばれていた人物など）

### 放送されていたコーナー
- デジタルヘッドラインニュース
- デジタル・ナウ
- 大物に聞け! - デジタル分野で大物と呼ばれる人物とのトークコーナー
- 自作パソコンへの道 - 番組では「マサコ2号」（→「マサコ2号・改」）というオリジナルなパソコンが存在していた
- 電子メール虎の穴 - 番組唯一のネタコーナー
- デジタル用語の宿題（仮題） - 途中から番組に参加した駒田健吾が、あるデジタル関連の用語について、次回の収録までにその意味を調べオープニングで発表するというミニ企画。正式なタイトルは不明

### ネット局
- TBSラジオ
- HBC 北海道放送
- RAB 青森放送（2001年4月から番組終了まで）
- ABS 秋田放送
- TBC 東北放送
- RFC ラジオ福島
- BSN 新潟放送
- RSK 山陽放送
- RKB RKB毎日放送
- OBS 大分放送（番組開始から2001年3月まで）
- MRT 宮崎放送
- RBC 琉球放送

### 公開番組収録を行ったイベントなど
- Windows World Expo Tokyo 98（幕張メッセ・1998年7月4日深夜放送分）
- 吉祥寺PARCO内「Stidio BEAT」（当時・1998年12月12日深夜放送分）
- 東京ゲームショウ'99春（幕張メッセ・1999年3月20日深夜放送分）
- AKIBAX'99インターネットショー秋葉原（JR秋葉原駅前広場・1999年7月24日深夜放送分）

ほか
| TBSラジオ 土曜27:00 - 28:00            | TBSラジオ 土曜27:00 - 28:00 | TBSラジオ 土曜27:00 - 28:00 |
| 前番組                                 | 番組名 | 次番組                      |
| -------------------------------------- | --- | --------------------------- |
| スピーク・スピリッツ （27:00 - 29:00） | デジタル怪傑頭巾 デジ虫 （1998年4月 - 2001年9月） （2000年3月までは、「スピーク・スピリッツ」 〔27:00 - 29:00〕の1部として放送） | ロック魂 （26:00 - 28:00）  |